# Браднелл-Брюс, Дэвид, 9-й маркиз Эйлсбери
Дэвид Майкл Джеймс Браднелл-Брюс, 9-й маркиз Эйлсбери (англ. David Michael James Brudenell-Bruce, 9th Marquess of Ailesbury; род. 12 ноября 1952) — британский пэр и аристократ, который носил титул учтивости — виконт Савернейк с 1952 года по 1974 год и граф Кардиган с 1974 года по 2024 год.

## Биография

### Ранняя жизнь
Родился 12 ноября 1952 года. Единственный сын Майкла Браднелла-Брюса, 8-го маркиза Эйлсбери (род. 1926), и его первой жены Эдвины Сильвии де Уинтон Уиллс (род. 1933). У него есть две родные сестры, сводный брат и четыре сводных сестры. Его родители развелись, когда ему было шесть лет. Он учился в школе Хоутри, Итонском колледже, школе Ранноха и в Королевском сельскохозяйственном колледже в Сайренсестере.

### Карьера
Он был секретарем консерваторов Мальборо с 1985 года, а с 1988 года является членом исполнительной власти Консервативной ассоциации округа Девизес.
С 1987 года он стал 31-м наследственным смотрителем Савернейкского леса, единственного частного леса в Англии. Поместье Савернейк никогда не продавалось почти 1000 лет. Первыми владельцами манора были Сеймуры, причем Джейн Сеймур была третьей женой короля Англии Генриха VIII Тюдор и единственной женой, родившей королю сына, короля Эдуарда VI Тюдора. В 2005 году его семейный траст предоставил коммерческую аренду американской гостиничной корпорации, чтобы превратить дом его предков, Тоттенхэм-Хаус, в 5-звездочный роскошный гольф-курорт. Американская компания не смогла заплатить арендную плату во время рецессии и прекратила торговлю. Затем у графа возник спор с попечителями Savernake Estate по поводу их управления и распоряжения его активами. В июле 2011 года сообщалось, что поместье испытывает серьезные финансовые трудности . В августе 2011 года граф был вовлечен в спор с попечителями поместья Савернейк из-за его планов продать часть семейного серебра, и снова в марте 2012 года из-за их планов продать некоторые из семейных картин, когда он был представлен Генри Хендрона. Позже Хендрон подал на него в суд из-за гонорара . В 2014 году граф подал в суд на попечителей, утверждая, что они заплатили себе чрезмерное вознаграждение. Высокий суд согласился, заключив, что попечители не выполнили часть своих обязанностей и что г-н Мур заплатил себе вознаграждение, на которое он не имел права; Г-ну Муру было приказано возместить более 100 000 фунтов стерлингов, а попечители были вынуждены выплатить трасту 64 225 фунтов стерлингов в качестве компенсации за потерю арендной платы. В ходе отдельного судебного разбирательства в 2014 году Апелляционный суд оставил в силе решение попечителей продать «Тоттенхэм Хаус» неназванному покупателю за 11,25 млн фунтов стерлингов. К 2013 году финансовые дела графа в руках его попечителей пострадали до такой степени, что он требовал пособия по безработице во время обучения на водителя грузовика большегрузного автомобиля. В 2017 году ему удалось отстранить обоих попечителей от должности и восстановить доход своей семьи.

### Битва на Бинфилде
Граф Кардиган стал свидетелем битвы на Бобовом поле, печально известного инцидента в 1985 году, в ходе которого полиция Уилтшира была обвинена в жестоком обращении с конвоем путешественников на суше близ Стоунхенджа, в результате чего было произведено более 300 арестов, что считается самым крупным арестом гражданских лиц в Соединенном Королевстве за последние 100 лет. В основном в результате его показаний обвинения полиции против членов конвоя были отклонены в Королевском суде. В связи с этим несколько национальных газет подвергли его критике и поставили под сомнение его пригодность в качестве свидетеля. Он успешно подал в суд на эти документы за утверждение, что он сделал ложные заявления и что он предоставлял жилье путешественникам Нью-Эйдж. Позже лорд Кардиган сказал:
Я не понимал, что любой, кто, по-видимому, поддерживает элементы, выступающие против истеблишмента, будет подвергнут нападкам со стороны газет истеблишмента. Теперь, когда вы думаете об этом, ничто не может быть более естественным. Я и не подозревал, что меня будут считать классовым предателем. Если я увижу, как полицейский неоднократно бьет беременную женщину по голове сзади (как это сделал я) Я действительно чувствую, что имею право сказать: «Это ужасная вещь, которую вы делаете, офицер». Я пошел, увидел ужасный эпизод в истории британской полиции и просто сообщил о том, что видел
.

### Личная жизнь
От первого брака с Розамондой Джейн Уинкли (1949 — 9 июля 2012) у него было двое первых детей, Томас Джеймс Браднелл-Брюс, граф Кардиган (род. 11 февраля 1982) и леди Кэтрин Энн Браднелл-Брюс (род. 1984).
После развода он женился в 2011 году граф Кардиган женился вторым браком на американке Кэтрин Джоан Пауэлл из Флагстаффа, штат Аризона, нынешней графине Кардиган. В октябре 2013 года его жена родила дочь, леди Софи Джейн Браднелл-Брюс.